# Église du Sacré-Cœur de Berlin-Zehlendorf
L'église du Sacré-Cœur (Herz-Jesu-Kirche, litt. « cœur de Jésus ») est une église catholique de Berlin située dans le quartier de Zehlendorf. Cette église néogothique, bâtie en 1907-1908, est classée aux monuments historiques.